# Josefa Salas
Pour les articles homonymes, voir Salas.
Josefa Salas est une joueuse de hockey sur gazon chilienne évoluant au poste de milieu de terrain au Alumni Hockey Club et avec l'équipe nationale chilienne.

## Biographie
Josefa est née le 9 octobre 1995 au Chili.

## Carrière
Elle a été appelée et a fait ses débuts en équipe première en 2013.

## Palmarès
- : 2e aux Jeux sud-américains en 2014
- : 2e à la Coupe d'Amérique en 2017[3]
- : 3e aux Jeux sud-américains en 2018